# Súper Series (rugby)
El Súper Series (anteriormente conocido como Súper 6) es una competición profesional de rugby organizada por la Scottish Rugby Union en la que compiten los seis principales equipos de Escocia.
En febrero de 2024 la federación de Escocia decidió el término de la competencia.

## Participantes 2023
- Ayrshire Bulls
- Boroughmuir Bears
- Future XV
- Heriot's Rugby
- Southern Knights
- Stirling County
- Watsonians

## Sistema de disputa
Cada equipo disputaba sus encuentros frente a cada uno de los rivales en condición de local y de visita.
Luego de la fase regular los dos mejores clasificados disputaban la final.
Puntuación
Para ordenar a los equipos en la tabla de posiciones se los puntuaba según los resultados obtenidos.
- 4 puntos por victoria.
- 2 puntos por empate.
- 0 puntos por derrota.
- 1 punto bonus por ganar haciendo 3 o más tries que el rival.
- 1 punto bonus por perder por siete o menos puntos de diferencia.

## Campeones y finalistas
| 2019-20 | Cancelado por la pandemia de COVID-19 | Cancelado por la pandemia de COVID-19 | Cancelado por la pandemia de COVID-19 | Cancelado por la pandemia de COVID-19 | Cancelado por la pandemia de COVID-19 |
| 2021-22 | Ayrshire Bulls                        | Southern Knights                      |                                       |                                       |                                       |
| 2022    | Watsonians                            | Ayrshire Bulls                        |                                       |                                       |                                       |
| 2023    | Stirling Wolves                       | Ayrshire Bulls                        |                                       |                                       |                                       |

### Super Series Sprint
| Temporada | Campeón        | Subcampeón      |
| --------- | -------------- | --------------- |
| 2022      | Watsonians     | Stirling County |
| 2023      | Ayrshire Bulls | Heriot's Rugby  |
| 2024      | Ayrshire Bulls | Stirling Wolves |

## Palmarés
| Club             | Títulos | Subcampeonatos |
| ---------------- | ------- | -------------- |
| Ayrshire Bulls   | 1       | 2              |
| Stirling Wolves  | 1       |                |
| Watsonians       | 1       |                |
| Southern Knights |         | 1              |